# واهان هاتساگورتسیان
واهان سارگسی هاتساگورتسیان (ارمنی: Վահան Սարգսի Հացագործյան؛ زاده ۱۸۸۰ - درگذشته ۱۲ فوریهٔ ۱۹۶۷) نقره‌کار اهل ارمنستان بود.

## زندگی‌نامه
وی در ۱۸۸۰ در وان به دنیا آمد . وی همچنین برنده جوایزی همچون نقاش شایسته ارمنستان شوروی (۱۹۶۳) شد. وی در ۱۲ فوریه ۱۹۶۷ در سن ۸۷ سالگی در ایروان درگذشت.